# Leopoldo Tahier
Leopoldo Tahier (ur. ?, zm. 27 kwietnia 1999) – argentyński rugbysta grający w pierwszej linii młyna, reprezentant kraju, następnie trener.
Podczas kariery sportowej reprezentował klub Belgrano AC, triumfując z nim w rozgrywkach Unión de Rugby de Buenos Aires w latach 1964 i 1966–1968. Został również powołany do reprezentacji narodowej, jedyny pojedynek rozgrywając 15 sierpnia 1964 roku w ramach mistrzostw kontynentu przeciwko Urugwajowi.
Pozostał związany ze sportem w roli trenera. Szkolił zespoły juniorskie Belgrano i Buenos Aires oraz seniorów Belgrano. Narodową kadrę U-19 prowadził w mistrzostwach świata w latach 1992, 1993 i 1994 zajmując odpowiednio miejsca drugie, pierwsze i czwarte. Z kolei z kadrą U-21 w latach 1997–1998 plasował się w mistrzostwach świata na pozycjach trzeciej i drugiej, w 1998 roku po raz pierwszy w historii argentyńskiego rugby pokonując Nowozelanczyków. Był także trenerem reprezentacji uniwersyteckiej (U-25), która zajęła trzecie miejsce na mundialu w roku 1996.
Był żonaty z Virginią Hanglin, miał córkę Bárbarę. Zmarł na niewydolność serca w wieku 57 lat.